# Amos T. Akerman
Pour les articles homonymes, voir Akerman.
Amos Tappan Akerman, né le 23 février 1821 à Portsmouth (New Hampshire) et mort le 21 décembre 1880 à Cartersville (Géorgie), est un juriste et homme politique américain. Membre du Parti whig puis du Parti républicain, il est procureur général des États-Unis en 1870-1871 dans l'administration du président Ulysses S. Grant.

## Biographie
Amos Akerman est diplômé en 1842 du Dartmouth College et part, d'abord en Caroline du Nord puis en Géorgie, afin d'enseigner. En 1846, il loge à Savannah et devient le tuteur des enfants de John M. Berrien, ancien procureur général des États-Unis. Il profite de cet emploi pour étudier le droit grâce à la bibliothèque de Berrien et est ainsi admis au barreau de Géorgie en 1850.
Il soutient les confédérés durant la guerre de Sécession. Après la fin du conflit, Amos Akerman, qui n'était pas encore engagé dans la vie politique, s'inscrit au Parti républicain. En 1868, il proteste contre l'action de la majorité blanche qui avait décidé d'exclure les élus noirs de la législature d'État de Géorgie. Nommé en 1869 par le président Ulysses S. Grant procureur de district de Géorgie, il est par la suite choisi par le même président pour occuper le poste de procureur général des États-Unis. Cette nomination a étonné de nombreuses personnes, y compris Amos Akerman, étant donné que durant la guerre de Sécession il avait rejoint et atteint le rang de colonel dans l'armée confédérée.
À ce poste, il lutte avec force contre le Ku Klux Klan, jusqu'à faire dire[Quand ?] à l'historien William McFeely que « peut-être aucun procureur général depuis […] n'a été plus vigoureux dans les poursuites judiciaires visant à protéger les vies et les droits des Afro-Américains ». Cette lutte, que ne partageait pas tous les membres du cabinet présidentiel, a contribué, dans une certaine mesure, à sa démission en 1871. Poussé à quitter Elberton par l'hostilité de la population blanche, qui ne lui avait pas pardonné son soutien au suffrage des Noirs, ce dernier est allé s'installer avec sa famille à Cartersville, où il meurt le 21 décembre 1880.